# Cereceda de la Sierra
Cereceda de la Sierra est une commune de la province de Salamanque dans la communauté autonome de Castille-et-León en Espagne.

## Géographie

### Situation
Cereceda de la Sierra est situé à environ 68 km de  Salamanque capitale, 12 km de La Alberca, à 15 km de Tamames et à 45 km de Ciudad Rodrigo. A proximité, à 14 km, se trouve la Peña de Francia une montagne qui abrite le Sanctuaire de Notre-Dame du Rocher de France.
En plus d'être situé dans la Sierra de Francia, il fait partie de la Sierra de Quilamas.

### Communes limitrophes
Les communes limitrophes sont  Aldeanueva de la Sierra, Cilleros de la Bastida, El Cabaco, La Bastida, Nava de Francia, San Martín del Castañar et San Miguel del Robledo.
|                 | Aldeanueva de la Sierra |                                    |
| El Cabaco       | Cereceda de la Sierra   | La Bastida, Cilleros de la Bastida |
| Nava de Francia | San Martín del Castañar | San Miguel del Robledo             |

### Accès routiers
La commune de Cereceda de la Sierra est desservie par la voie du réseau routier de la Communauté de Castille-et-León :
- SA-220  Route de Béjar à Ciudad Rodrigo

## Histoire
La fondation de Cereceda de la Sierra a eu lieu dans le cadre du processus de repeuplement mené par le roi Alphonse IX de León au début du  XIIIe siècle, lorsque ce monarque a créé le conseil de Miranda del Castañar Cereceda est resté au sein du Royaume de León.
Avec la création des provinces actuelles en 1833, Cereceda de la Sierra a été incluse dans la province de Salamanque, dans la région de Léon

## Démographie
Évolution démographique depuis 1900
| 1900 | 1910 | 1920 | 1930 | 1940 | 1950 | 1960 | 1970 | 1981 | 1991 | 2000 | 2014 | 2017 | 2019 |
| ---- | ---- | ---- | ---- | ---- | ---- | ---- | ---- | ---- | ---- | ---- | ---- | ---- | ---- |
| 393  | 432  | 446  | 466  | 497  | 487  | 431  | 246  | 149  | 126  | 104  | 87   | 66   | 64   |

## Culture et patrimoine

### Lieux et monuments
- L'Église paroissiale Notre Dame du Rosaire.

### Fêtes patronales
Saint Paul, le 15 janvier et Saint Marc, le 25 avril